# Nidularium seidelii
Nidularium seidelii är en gräsväxtart som beskrevs av Lyman Bradford Smith och Raulino Reitz. Nidularium seidelii ingår i släktet Nidularium och familjen Bromeliaceae. Inga underarter finns listade i Catalogue of Life.